# Landmaschinenbau der DDR
Der Landmaschinenbau gehörte in der DDR in Verbindung mit der forcierten Entwicklung der Landwirtschaft zu den wichtigsten Industriezweigen. In den 1980er Jahren realisierte er etwa 1,4 % der Industrieproduktion des Landes und etwa 6 % Exportes in die RGW-Länder.

## Geschichte
Für die wichtigsten Unternehmen war im Zeitraum 1945 bis 1948 die Enteignung und Umwandlung in Volkseigene Betriebe (VEB) erfolgt. Gleichzeitig wurden durch den hohen Bedarf neben den traditionellen Landmaschinenherstellern auch Betriebe anderer Branchen auf Landtechnik ausgerichtet. Umgekehrt schieden einige zunächst im Landmaschinenbau tätigen Betriebe wieder aus diesem Industriezweig aus. Die Betriebe unterstanden, soweit sie nicht SAG-Betriebe (Sowjetische Aktiengesellschaften) waren, zunächst den Landesregierungen.
Ab 1948 erfolgte die Bildung von Vereinigungen Volkseigener Betriebe (VVB), in denen die größeren Unternehmen nach Branchen zusammengefasst waren. Für den Landmaschinenbau wurde 1948 die VVB Land-, Bau- und Holzbearbeitungsmaschinen (VVB LBH) als zentrales Leitungsorgan gebildet, zu der im Jahre 1952 15 Betriebe des Landmaschinenbaus gehörten. Die Betriebe des Traktorenbaus gehörten in dieser Zeit zur Vereinigung Volkseigener Fahrzeugwerke IFA. 1953 wurde die VVB LBH aufgelöst. Der Landmaschinenbau erhielt eine eigene, dem Ministerium für Allgemeinen Maschinenbau unterstellte Hauptverwaltung mit Sitz in Leipzig. Gleichzeitig wurden dem Landmaschinenbau zur Kapazitätserweiterung weitere Betriebe aus anderen Branchen zugeordnet.
1956 wurden die Betriebe des Traktorenbaus in Schönebeck, Nordhausen und Brandenburg aus dem Automobil- und Fahrzeugbau ausgegliedert und dem Landmaschinenbau zugeordnet. Die Hauptverwaltung wurde in Landmaschinen- und Traktorenbau umbenannt. Sie erhielt 1958 den Status einer VVB, die mit ihren Betrieben zu diesem Zeitpunkt etwa 25.000 Beschäftigte hatte. Wichtige Aufgaben dieser Zeit waren Spezialisierung der Betriebe nach Erzeugnisgruppen und die Bereitstellung von Landtechnik für die entstehenden landwirtschaftlichen Großbetriebe. Ab Mitte der 1960er Jahre forderte die Landwirtschaft, die Erzeugnisse nicht mehr als Einzelmaschinen, sondern als komplette Maschinensysteme für eine durchgängige Mechanisierung der landwirtschaftlichen Prozesse bereitzustellen. Die Verantwortung für Maschinensysteme war in der DDR in der Folgezeit ein wichtiges Kriterium für die Profilierung und Wirtschaftsorganisation des Landmaschinenbaus.
1964 wurden die Traktorenbetriebe Nordhausen, Schönebeck und Brandenburg sowie später auch das Motorenwerk Cunewalde wieder dem Automobilbau zugeordnet. Der VVB Landmaschinenbau waren ab diesem Zeitpunkt noch 21 Betriebe unterstellt.
1970 erfolgte die Zusammenführung des Landmaschinenbaus mit dem Nahrungs- und Genussmittelmaschinenbau und die Bildung der VVB Land- und Nahrungsgütertechnik mit Sitz in Leipzig. Gleichzeitig wurden dieser VVB weitere Betriebe aus dem territorial geleiteten Sektor sowie Betriebe aus anderen Industriezweigen zugeordnet. Sie gliederte sich in die folgenden 5 Kombinate:
- Kombinat Fortschritt Landmaschinen (Sitz Neustadt/Sachsen)
- Weimar-Kombinat (Sitz Weimar)
- Kombinat Impulsa (Sitz Elsterwerda)
- Kombinat Nagema (Abk. für Nahrungs- und Genussmittelmaschinenbau, Sitz Dresden)
- Kombinat Ascobloc (Sitz Dresden)

Auch das Traktorenwerk Schönebeck kam 1970 wieder zum Landmaschinenbau. 1973 wurde es dem Kombinat Fortschritt zugeordnet.
Im Bereich der Landwirtschaft entwickelte sich ab Mitte der 1960er Jahre durch Spezialisierung von Instandhaltungskapazitäten der Rationalisierungsmittelbau der Landwirtschaft, der hauptsächlich auf dem Gebiet der Maschinen und Ausrüstungen für die Tierhaltung tätig war.
Anfang der 1970er Jahre wurde eine Vielzahl kleinerer und mittlerer Betriebe, darunter ehemalige private bzw. halbstaatliche Unternehmen des Landmaschinen- und Zulieferbereiches, als Betriebsteile bzw. Betriebsstätten in die entsprechenden Kombinatsbetriebe eingeordnet. Die Privatunternehmen waren zuvor in Volkseigentum überführt worden.
1974 wurde die VVB Land- und Nahrungsgütertechnik aufgelöst und die oben genannten Kombinate direkt dem Ministerium für Allgemeinen Maschinen-, Landmaschinen- und Fahrzeugbau unterstellt. Gleichzeitig wurde das Kombinat Ascobloc aufgelöst und die betreffenden Betriebe dem Kombinat Nagema zugeordnet. Die drei Landmaschinenkombinate realisierten zu diesem Zeitpunkt etwa 88  % der Umsatzleistung der VVB, an der das Kombinat Fortschritt mit etwa 56 %, das Weimar-Kombinat mit etwa 28 % und das Kombinat Impulsa mit etwa 16 % beteiligt war.
1978 entstand ein neues Kombinat Fortschritt Landmaschinen, das nun den gesamten Landmaschinenbau in einer Wirtschaftseinheit umfasste. Es bestand aus dem bisherigen Kombinat Fortschritt sowie den Kombinaten Weimar und Impulsa, dem Handelskombinat agrotechnic, dem Außenhandelsbetrieb Fortschritt Landmaschinen und weiteren Betrieben aus anderen Bereichen der Industrie, insbesondere dem Zulieferbereich für den Landmaschinenbau. Diese Wirtschaftseinheit hatte ihren Sitz in Neustadt/Sachsen.
1984 wurden die Betriebe Kyffhäuserhütte Artern, Bäckereimaschinenbau Halle, Mühlenbau Dresden, Mühlen- und Maschinenbau Wittenberg und Apparatebau Nordhausen aus dem Kombinat Fortschritt ausgegliedert und dem Kombinat Nagema zugeordnet.
1990 verselbständigen sich die Kombinatsbetriebe und kamen in den Verantwortungsbereich der Treuhandanstalt. Am 30. Juni 1990 wurde das Kombinat Fortschritt aufgelöst.

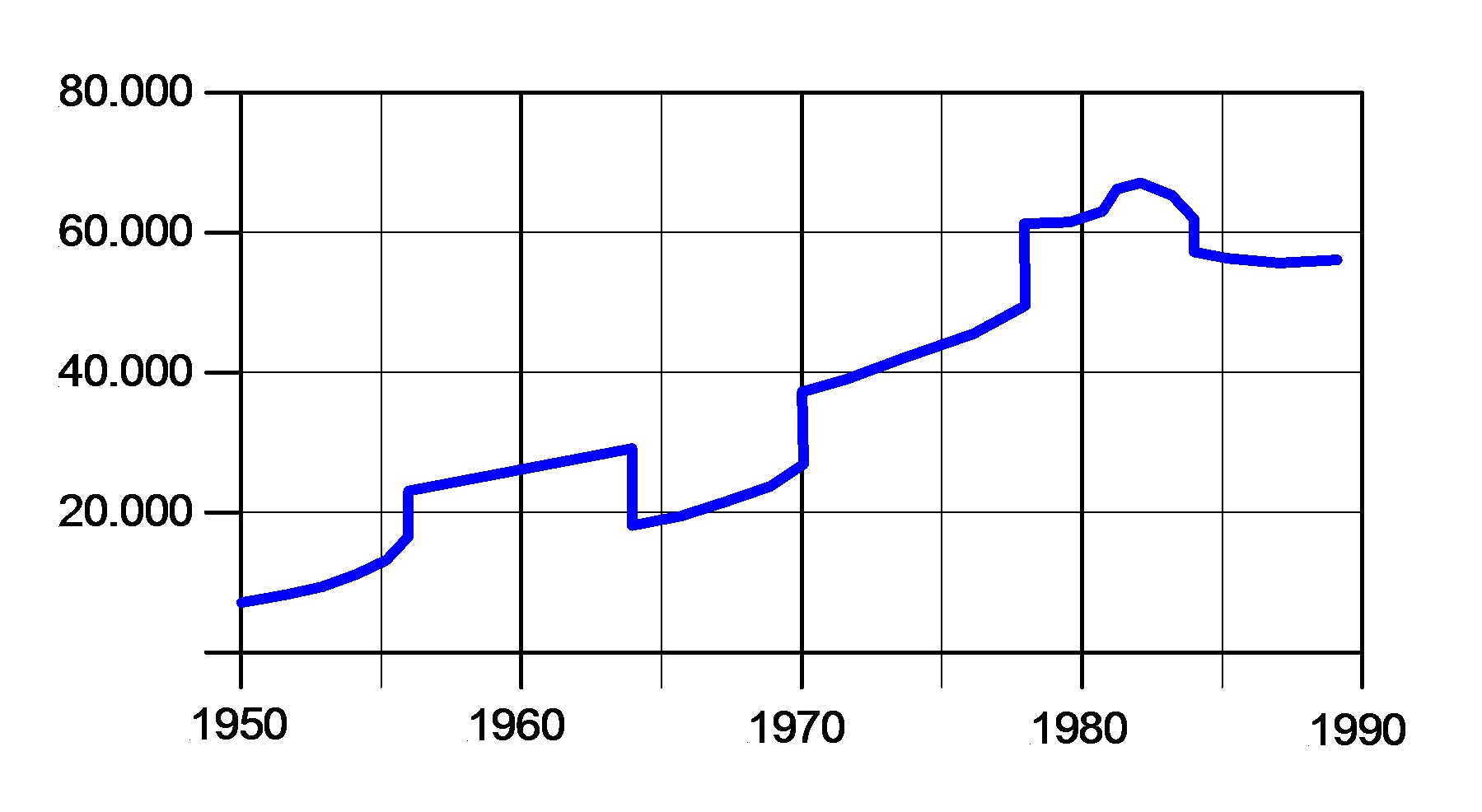
Entwicklung der Beschäftigten im Landmaschinenbau der DDR

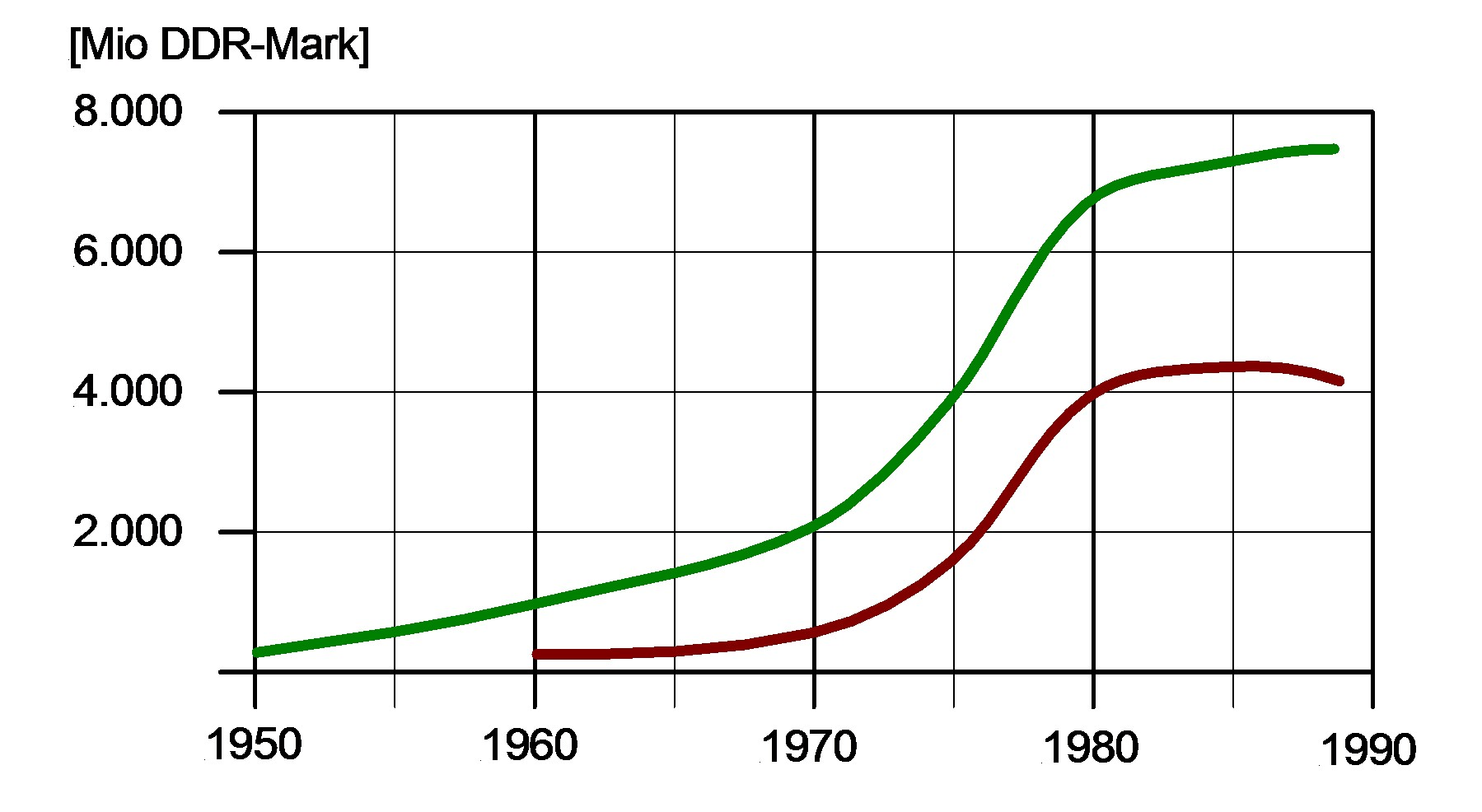
Tendenz der Umsatz- und Exportleistungen des Landmaschinenbaus

## Betriebe
Die Namen und der Status der Betriebe (juristisch selbständiger Betrieb oder Betriebsteil bzw. Betriebsstätte) haben sich in Verbindung mit den wirtschaftsorganisatorischen Maßnahmen gelegentlich verändert. So wurden im Zeitraum 1951 bis 1977 viele der übernommenen Klein- und Mittelbetriebe als Betriebsteile in bestehende Volkseigene Betriebe eingeordnet.
Vor der Bildung des Kombinates Fortschritt Landmaschinen im Jahr 1978 hatte der Landmaschinenbau 42 juristisch selbständige Betriebe mit etwa 51.400 Beschäftigten. Danach waren es 75 Betriebe mit etwa 61.000 Beschäftigten. Mit den wirtschaftsorganisatorischen Maßnahmen der 1980er Jahre reduzierte sich die Anzahl der Betriebe auf 24 mit etwa 56.000 Beschäftigten. Zu diesem Zeitpunkt gab es etwa 300 Betriebsstandorte in allen Bezirken und 113 Kreisen.
In der Übersicht der wichtigsten Betriebe und des Zeitraumes ihrer Zugehörigkeit zur Wirtschaftsorganisation des Landmaschinenbaus der DDR wird der jeweils bekannteste Betriebsname verwendet. Diese Betriebe hatten den Status eines VEB.
- Kombinat Fortschritt Landmaschinen (1951 bis 1990)
- Weimar-Kombinat (1970 bis 1978)
- Kombinat Impulsa (1970 bis 1978)
- Handelskombinat agrotechnik (1952 bis 1990)
- Außenhandelsbetrieb Fortschritt Landmaschinen (1978 bis 1990)
- Fortschritt Erntemaschinen Neustadt in Sachsen (1948 bis 1990)
- Fortschritt Erntemaschinen Singwitz (1948 bis 1990)
- Fortschritt Erntemaschinen Bischofswerda (1948 bis 1990)
- Getriebewerk Kirschau (1948 bis 1990)
- Landmaschinenbau Döbeln (1948 bis 1990)
- Dämpferbau Lommatzsch (1950 bis 1956 und 1964 bis 1990)
- Bodenbearbeitungsgerätewerk Leipzig (1948 bis 1990)
- Landmaschinenbau Bernburg (1948 bis 1990)
- Landmaschinenbau Halberstadt (1964 bis 1990)
- Impulsa Elsterwerda (1952 bis 1990)
- Landmaschinenbau Barth (1948 bis 1970)
- Weimar-Werk (1953 bis 1990)
- Petkus Landmaschinenwerk Wutha (1948 bis 1990)
- Meteor-Werke Zella-Mehlis (1951 bis 1990)
- Schlepperwerk Nordhausen (1956 bis 1964)
- Traktorenwerk Schönebeck (1956 bis 1964 und 1970 bis 1990)
- Dieselmotorenwerk Schönebeck (1978 bis 1990)
- Brandenburger Traktorenwerke (1956 bis 1964)
- Motorenwerk Cunewalde (1962 bis 1965)
- Landmaschinenbau Güstrow (1970 bis 1990)
- Landmaschinenbau Torgau (1952 bis 1990)
- Kyffhäuserhütte Artern (1953 bis 1958 und 1970 bis 1984)
- Landmaschinenbau Falkensee (1954 bis 1990)
- Landmaschinenbau Gützkow (1945 bis 1965)
- Landtechnikprojekt/Agroanlagen Dresden (1963 bis 1990)
- Landmaschinenbau Tröbitz (1968 bis 1990)
- Schmiede Großenhain (1969 bis 1990)
- Mühlenbau Dresden (1970 bis 1984)
- Mühlen- und Maschinenbau Wittenberg (1970 bis 1984)
- Erfurter Mälzerei- und Speicherbau (1970 bis 1990)
- Bäckereimaschinenbau Halle (1970 bis 1984)
- Apparatebau Nordhausen (1970 bis 1984)
- Elisabethhütte Brandenburg (1987 bis 1990)

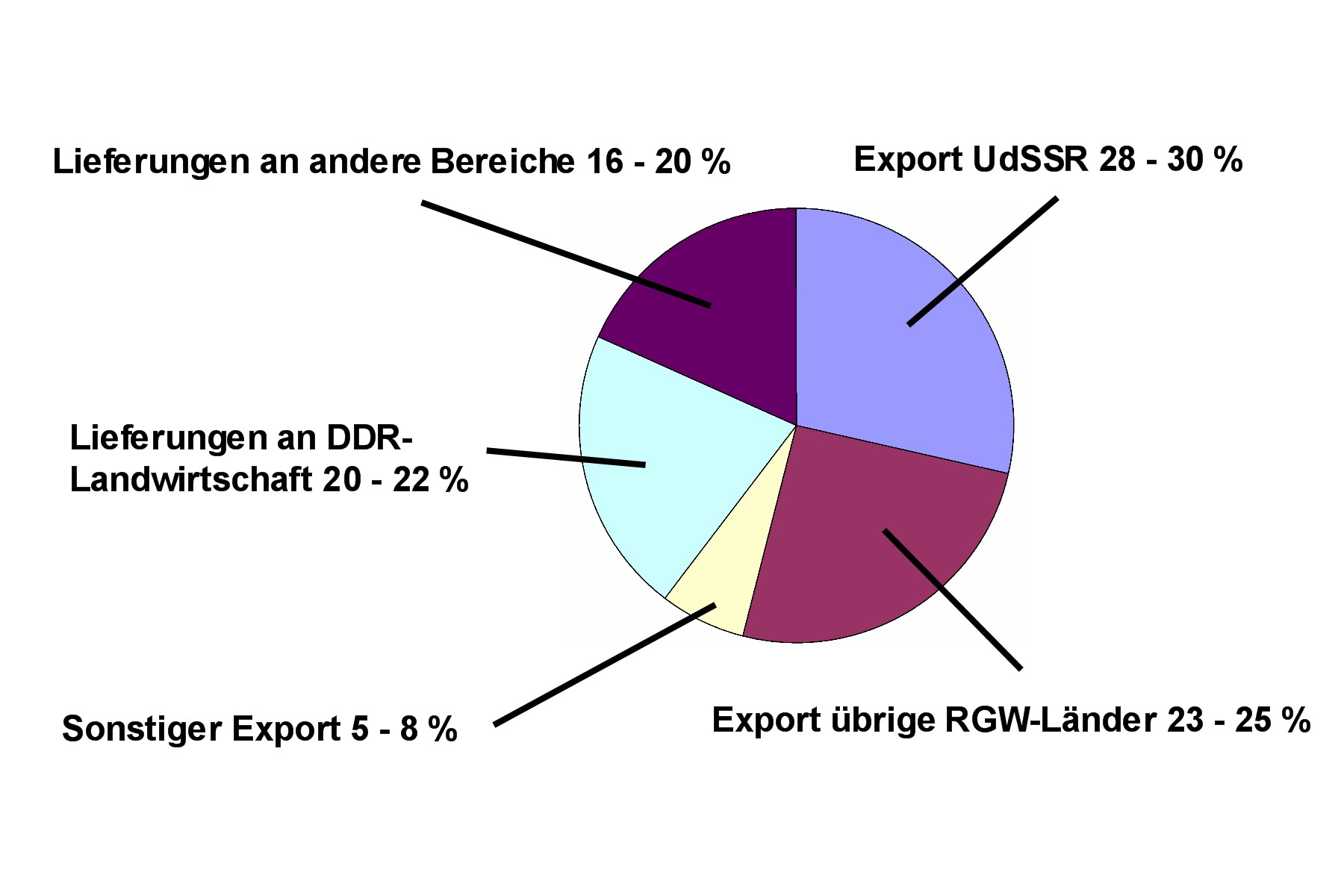
Umsatzanteile des Landmaschinenbaus der DDR in den einzelnen Marktregionen Ende der 1980er Jahre

## Erzeugnisse
In Verbindung mit den wirtschaftsorganisatorischen Veränderungen gestaltete sich das Produktionsprogramm wie folgt:
- 1948 bis 1956 Landmaschinen
- 1956 bis 1964 Traktoren und Landmaschinen
- 1964 bis 1970 Landmaschinen
- 1970 bis 1984 Traktoren, Land- und Nahrungsgütermaschinen
- 1984 bis 1989 Traktoren und Landmaschinen

Ab Mitte der 1970er Jahre musste der Industriezweig unter anderem die Entwicklung und Produktion von Zulieferungen und Konsumgütern forcieren. Damit ergaben sich zum Ende der 1980er Jahre folgende Anteile der Produktgruppen an der Umsatzleistung:
- etwa 65 % Traktoren und Landmaschinen, einschließlich Ersatzteile
- etwa 30 % Zulieferungen, darunter Dieselmotoren, Getriebe, Guss- und Schmiedeteile, Hydraulikschläuche, Lochbleche, Rollenketten
- etwa 5 % Konsumgüter, darunter PKW-Anhänger, Einachstraktoren, Fahrräder, Baugruppen für den Automobilbau